# Hoppípolla
Hoppípolla (isl.: "Hoppa í polla" - Skakanie po kałużach) – drugi singiel zespołu Sigur Rós, pochodzący z jego czwartego albumu, Takk... (2005). Tekst piosenki zawiera elementy języka islandzkiego i vonlenska. Singiel zawiera również "Með blóðnasir", instrumentalną codę do Hoppípolla.
Fragmenty piosenki wykorzystał DJ Chicane w remiksie Poppihola z 2009 roku.

## Teledysk
Teledysk przedstawia dwie grupy staruszków, zachowujących się jak dzieci: kradnących owoce ze sklepu, walczących drewnianymi mieczami, robiących psikusy. Został nakręcony w listopadzie 2005 roku.

## Listy przebojów
Oryginalne wydanie dotarło do 35., a reedycja – do 24. miejsca na UK Singles Chart.

## Lista utworów
CD (CDEM 673) / 12" (12EM 673)
1. "Hoppípolla" – 4:36
2. "Með blóðnasir" – 2:24
3. "Hafsól" (2005 version) – 9:47

7" (EM 673)
1. "Hoppípolla" – 4:36
2. "Heysátan" – 4:09